# Grefrath
Grefrath è un comune di 14 734 abitanti della Renania Settentrionale-Vestfalia, in Germania.
Appartiene al distretto governativo (Regierungbezirk) di Düsseldorf ed al circondario (Kreis) di Viersen (targa VIE).

## Geografia antropica

### Suddivisioni amministrative
Il comune di Grefrath è suddiviso in 4 quartieri (Ortsteil). Grefrath e Vinkrath sono situati sul lato sinistro del piccolo fiume Niers. Oedt e Mülhausen si trovano nella parte orientale.